# Cocokyun
Cocokyun är en kommun i Myanmar.   Den ligger i regionen Yangonregionen, i den södra delen av landet, 600 km söder om huvudstaden Naypyidaw. Antalet invånare är 1 676.